# Kakulin (gromada)
Kakulin – dawna gromada, czyli najmniejsza jednostka podziału terytorialnego Polskiej Rzeczypospolitej Ludowej w latach 1954–1972.
Gromady, z gromadzkimi radami narodowymi (GRN) jako organami władzy najniższego stopnia na wsi, funkcjonowały od reformy reorganizującej administrację wiejską przeprowadzonej jesienią 1954 do momentu ich zniesienia z dniem 1 stycznia 1973, tym samym wypierając organizację gminną w latach 1954–1972.
Gromadę Kakulin z siedzibą GRN w Kakulinie utworzono – jako jedną z 8759 gromad na obszarze Polski – w powiecie wągrowieckim w woj. poznańskim, na mocy uchwały nr 40/54 WRN w Poznaniu z dnia 5 października 1954. W skład jednostki weszły obszary dotychczasowych gromad Chociszewo, Glinno, Jabłkowo, Kakulin, Kuszewo i Raczkowo oraz miejscowość Rakojady (623,16,29 ha) z dotychczasowej gromady Roszkowo ze zniesionej gminy Skoki w tymże powiecie. Dla gromady ustalono 17 członków gromadzkiej rady narodowej.
1 stycznia 1959 z gromady Kakulin wyłączono miejscowości Brzeskowo, Chociszewko, Chociszewo, Jabłkowo, Jabłkówko, Kuszewo i Pomarzanki, włączając je do gromady Popowo Kościelne w tymże powiecie, po czym gromadę Kakulin zniesiono, a jej (pozostały) obszar włączono do nowo utworzonej gromady Skoki tamże.